# Новеллетты
Новеллетты, op. 21 — цикл из 8 пьес для фортепиано, которые написал Роберт Шуман в 1838 году.

## История написания
Новеллетты были написаны в течение февраля 1838 года, в период становления композиторских особенностей Шумана. Первоначально Шуман предполагал, что восемь пьес будут исполняться вместе как цикл, но сейчас они чаще исполняются отдельно.
Этот набор пьес — прекрасный пример фортепианного стиля Шумана.

## Анализ

### № 1 фа мажор
Эта часть содержит 7 разделов, чередующихся между маршевым стаккато и текущим легато. Этот фрагмент представляет собой модифицированную форму Рондо.

### № 2 ре мажор
Эта виртуозная пьеса изящна и эффектна. Раздел Intermezzo в середине контрастирует и варьирует пьесу.

### № 3 ре мажор
Эта часть отображает чувство юмора композитора с помощью быстрых аккордов аккомпанемента. Для контраста используется раздел Intermezzo в середине фрагмента.

### № 4 ре мажор
Этот фрагмент довольно слабо организован с точки зрения структуры, однако это интересный вальс, в котором композитор эффективно использовал кросс-ритмы и синкопацию.

### № 5 ре мажор
Эта часть выполнена в виде полонеза. Его главный раздел содержит три основные идеи, которые затем преодолеваются постоянными ритмами раздела Трио.

### № 6 ля мажор
В этом фрагменте используется темп, который характеризует прогрессию разделов. Начиная со стаккато, каждый из следующих отрывков помечен новым темпом, который ускоряется вплоть до коды, которая возвращается к исходному темпу.

### № 7 ми мажор
Эта часть имеет красивую и лирическую среднюю часть, а также содержит множество виртуозных пассажей, содержащих быстрые, блестящие октавы.

### № 8 фа-диез минор
Заключительная пьеса цикла, но на самом деле две пьесы в одной. Первая часть — страстный этюд в 2/4, второй — характер марша.